# Kolomyia
Kolomýia o Kolomýya (en ucraniano: Коломия) es una ciudad de importancia regional de Ucrania perteneciente a la óblast de Ivano-Frankivsk.
En 2016 tiene una población estimada de 61 210 habitantes.
Se sitúa junto al río Prut. Es el centro administrativo del raión de Kolomyia, aunque no pertenece al mismo, y la ciudad más importante de la región histórica de Pocutia.

## Historia
Luego de la primera partición de Polonia en 1772 y hasta 1918, la ciudad (llamada Kolomea hasta 1867) formó parte de los territorios de los Habsburgo (Imperio austriaco), más tarde llamados Imperio austrohúngaro (Cisleitania después del Compromiso de 1867). Fue capital del distrito del mismo nombre, uno de los 78 Bezirkshauptmannschaften o powiats de la provincia (Kronland) de Galitzia en 1900. Tras la Primera Guerra Mundial, este territorio fue disputado entre la Segunda República Polaca y la Unión Soviética, siendo asignado el territorio a la primera por la Paz de Riga de 1921.

## Demografía
Según el censo de 2001, la mayoría de la población de la ciudad era hablante de ucraniano (93,11%), existiendo una pequeña minoría de hablantes de ruso (5%).

## Cultura

### Patrimonio

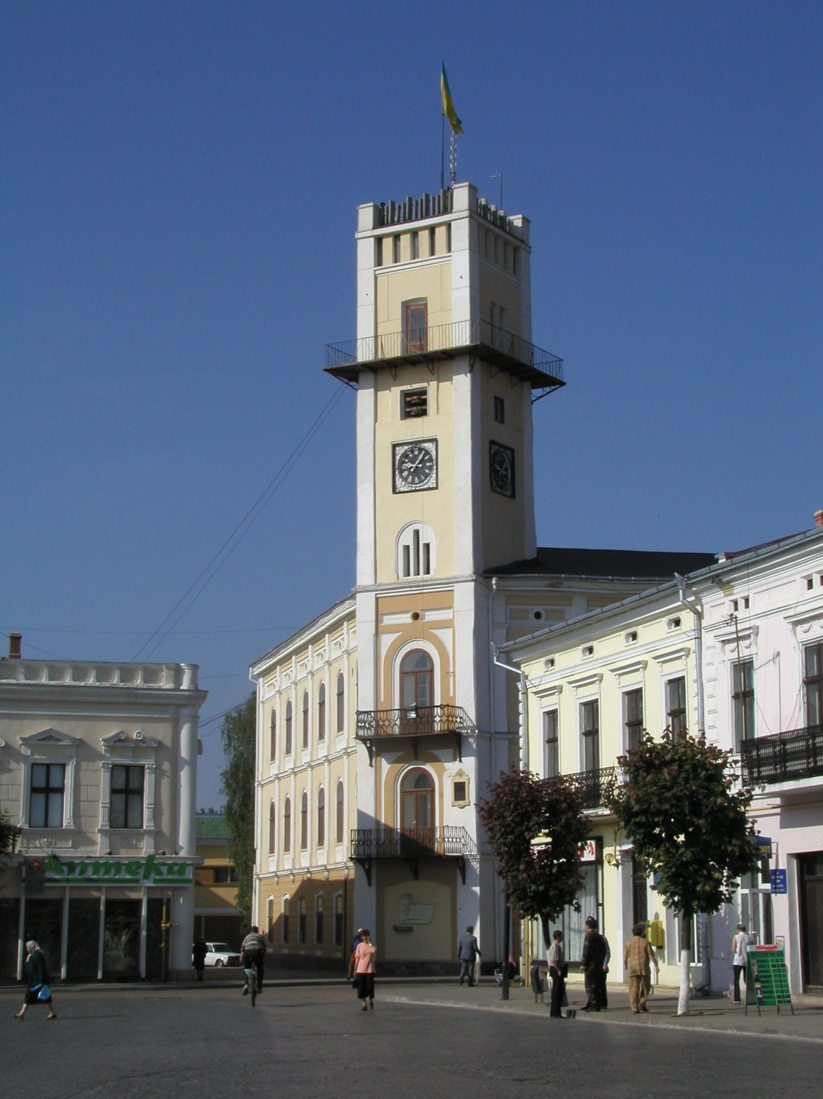
Casa consistorial.
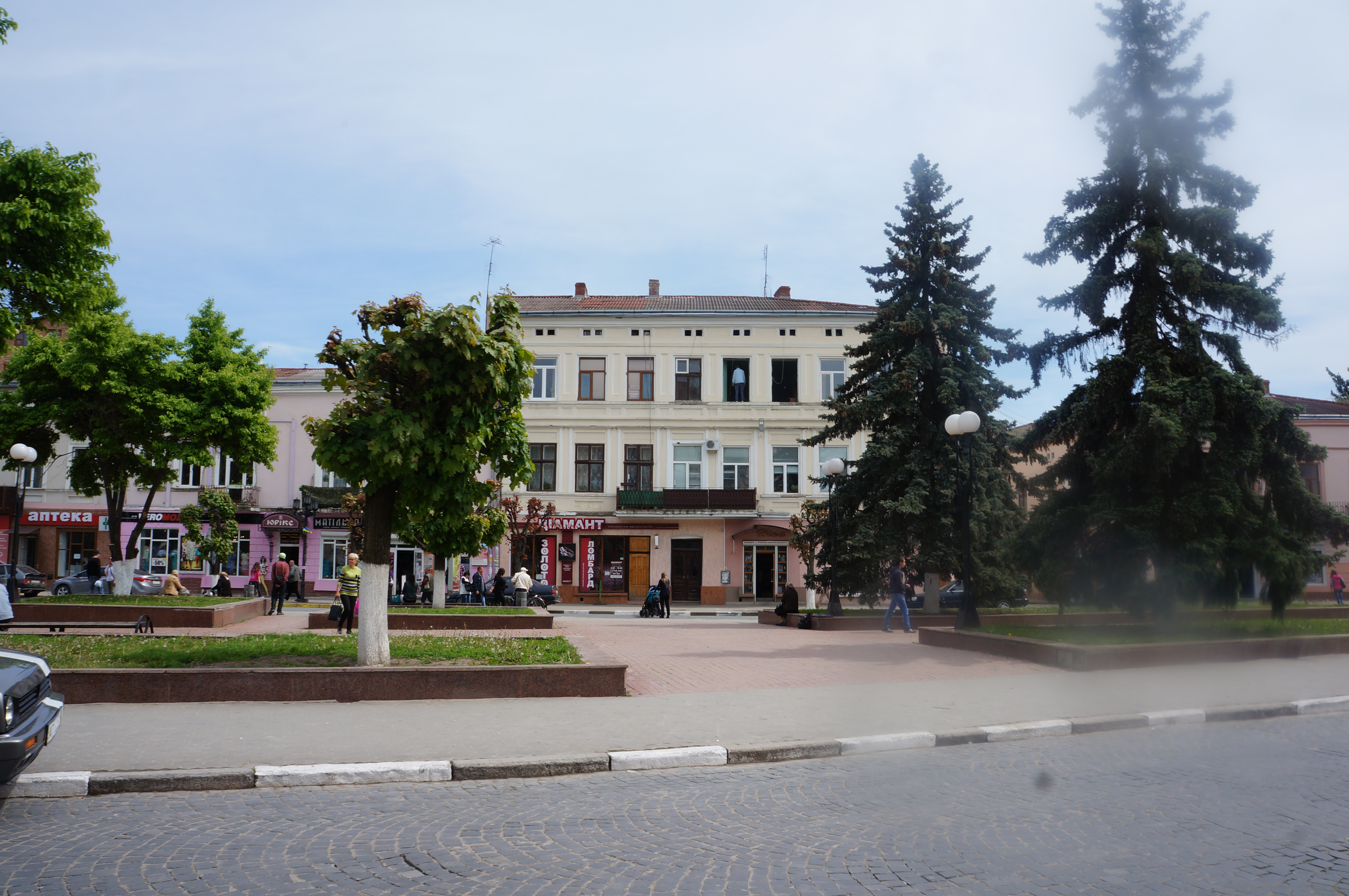
Plaza Mayor.
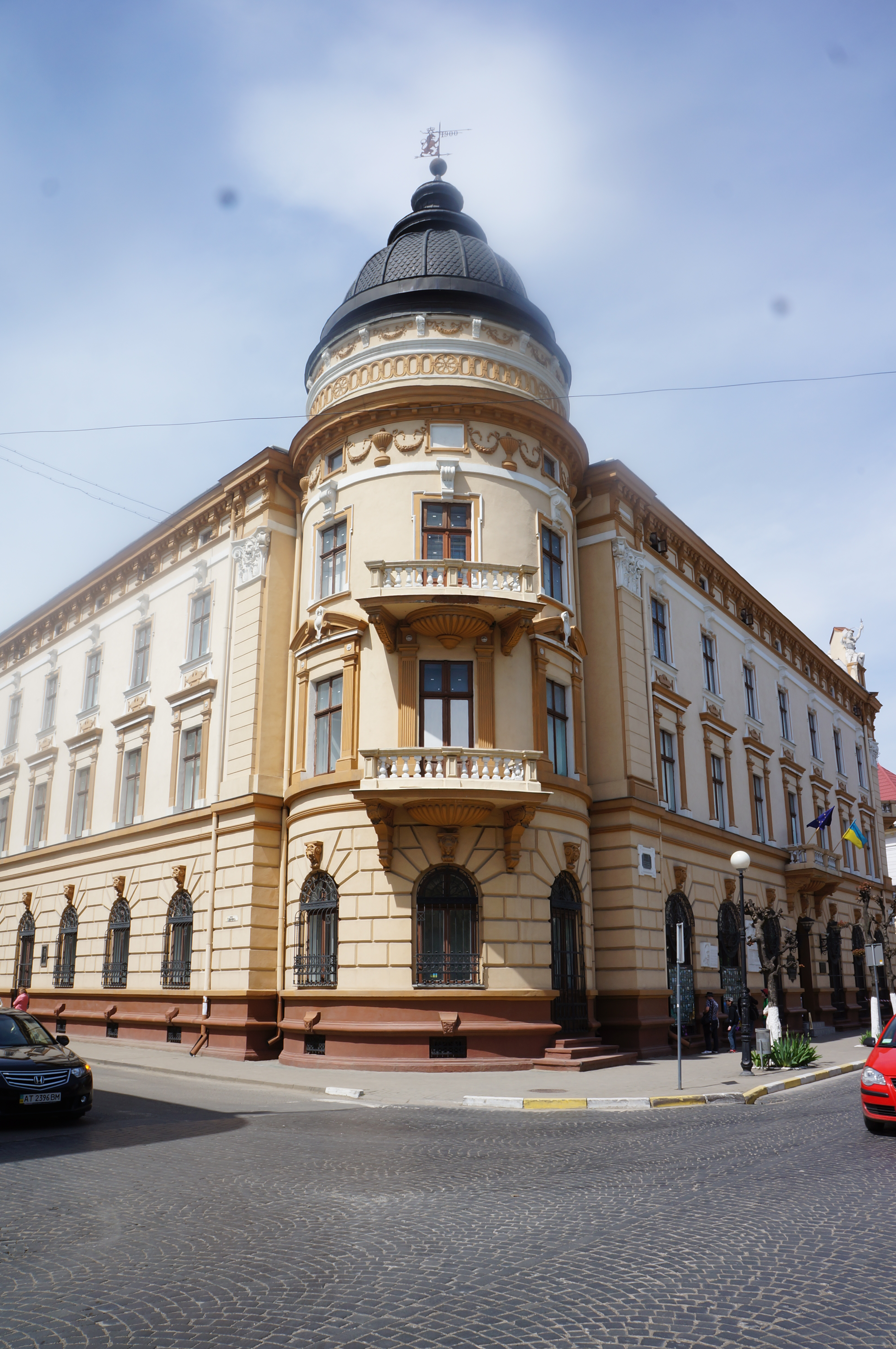
Edificio histórico.

### Música
El género musical Kolomeika proviene de Kolomyia.